# Coup sûr
Au baseball, un coup sûr (abréviation H selon l'anglais Hit) est le nom générique pour une frappe qui permet au batteur d'atteindre une des bases. Si le défenseur rate ou laisse tomber la balle, le marqueur officiel doit décider si le batteur reçoit un coup sûr ou s'il bénéficie d'une erreur. Si le batteur bénéficie d'une base automatique ou s'il est touché par la balle, il n'est pas crédité d'un coup sûr.

## Types de coups sûrs

### Simple

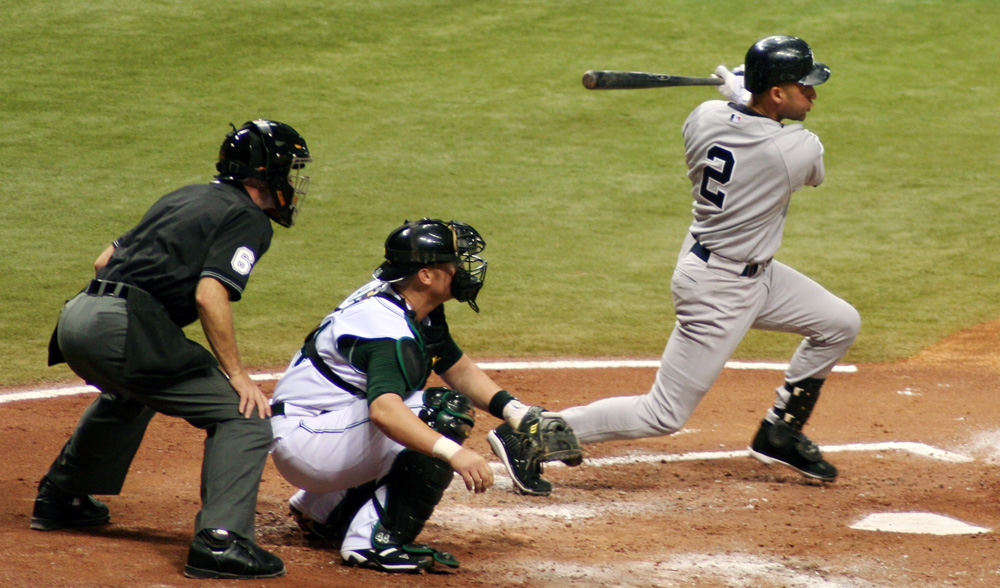
Derek Jeter des Yankees frappe un simple.

Un simple est un coup sûr qui permet au batteur d'atteindre la première base. Le record des ligues majeures est détenu par Pete Rose, qui a frappé 3 215 coups simples pendant sa carrière. Il détient également le record du total de coups sûrs : 4 256.
Le record lors d'une seule saison est détenu par Ichiro Suzuki qui a frappé 225 simples et 262 coups sûrs en 2004, battant le record de George Sisler qui a frappé 257 coups sûrs en 1922.

### Double
Un double est un coup sûr qui permet au batteur d'atteindre la deuxième base. Le record des ligues majeures est détenu par Tris Speaker qui en a frappé 792 entre 1908 et 1928. Le record pour une seule saison est 67 par Earl Webb en 1931.

### Triple
Un triple est un coup sûr qui permet au batteur d'atteindre la troisième base. Le record des ligues majeures est détenu par Sam Crawford qui en a frappé 309 entre 1899 et 1916. Le record pour une seule saison est 36 par Chief Wilson en 1912.

### Coup de circuit (home run)
Un coup de circuit ou circuit (home run en anglais) est un coup sûr qui permet au frappeur de faire le tour des bases, et de marquer un point. Il est possible de frapper la balle dans le terrain, et de directement faire le tour des bases (sans qu'il y ait eu de nouvelle frappe), ce genre de situation s'appelle un circuit à l'intérieur du terrain, un circuit sur frappe intérieure, ou en anglais un inside-the-park home run.
Le record des ligues majeures est détenu par Barry Bonds (avec 762 circuits), battant en 2007 le record de Hank Aaron qui en avait 755. Seuls 8 joueurs ont frappé plus de 600 coups de circuit dans les ligues majeures : Hank Aaron, Barry Bonds, Babe Ruth, Alex Rodriguez, Willie Mays, Ken Griffey Jr., Jim Thome et Sammy Sosa. Le record pour une seule saison appartient à Barry Bonds : 73 coups de circuit en 2001.

## Moyenne au bâton
La moyenne au bâton est calculée en divisant le nombre de coups sûrs par le nombre de présences au bâton. La meilleure moyenne au bâton appartient à Ty Cobb : 0.367 pendant sa carrière entre 1905 et 1928. Le record pour une saison depuis 1900 est 0.426, détenu par Napoleon Lajoie en 1901.